# Abbaye de Bury St Edmunds
L'abbaye de Bury St Edmunds est un ancien monastère bénédictin situé à Bury St Edmunds, dans le Suffolk, en Angleterre.
Au début du Xe siècle, les reliques du roi-martyr Edmond d'Est-Anglie arrivent sous la garde d'une petite communauté bénédictine à Beodricsworth, qui devient un important lieu de pèlerinage dans les décennies qui suivent. Bénéficiant de la faveur royale, l'abbaye devient l'un des plus puissants établissements monastiques d'Angleterre.
Au cours du XIIe siècle, l'abbaye devient célèbre pour son scriptorium, qui produit des dizaines de manuscrits dont certains richement enluminés tels que la Bible de Bury enluminé par un artiste appelé Maître Hugo, auteur par ailleurs de la sculpture des portes de l'abbatiale.
L'abbaye disparaît en 1539, lors de la Dissolution des monastères. Dans les siècles qui suivent, ses bâtiments sont utilisés comme carrière par la population des alentours et tombent peu à peu en ruine. Le site est aujourd'hui propriété de l'English Heritage.